# Aéroport Don Edmundo Barrios
L’aéroport Don Edmundo Barrios (anglais : aeropuerto Don Edmundo Barrios) (code IATA : SOM • code OACI : SVST), est un aéroport desservant San Tomé (es), capitale de l'état d'Anzoátegui au Venezuela.

## Situation
| Barcelona Barquisimeto Caracas Ciudad · Bolívar Ciudad Guayana Mérida Coro Cumaná El Vigía Maracaibo Porlamar Puerto · Ayacucho Punto Fijo San Fernando de Apure San Tomé Valencia Los Roques La Fría Maturín Canaima |

## Compagnie aérienne et destination
| Compagnies | Destinations          |
| ---------- | --------------------- |
| Conviasa   | Barcelona (Vénézuela) |

Edité le 6/12/2023